# Berliner Sechstagerennen

Logo des Sechstagerennens 1998–2016

Das Berliner Sechstagerennen ist eine zweitägige(sic!) Radsportveranstaltung in Berlin. Der irreführende Name ist historisch bedingt.
Das erste Berliner Sechstagerennen wurde am 15. März 1909 in der Ausstellungshalle am Zoologischen Garten gestartet. Der große Publikumserfolg in New York hatte dazu beigetragen, diese Art der Radsportveranstaltung auch in Europa einzuführen. Bis heute ist es das am häufigsten ausgetragene Sechstagerennen weltweit.

## Sportliche Höhepunkte

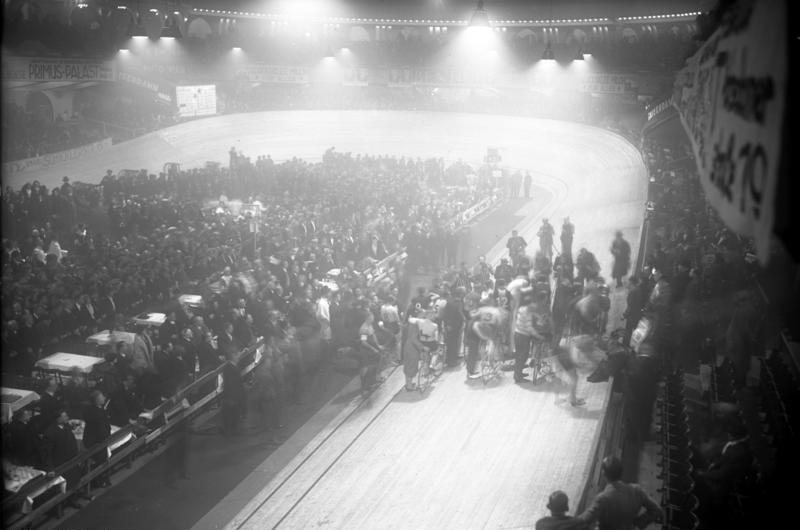
Start zum 27. Berliner Sechstagerennen

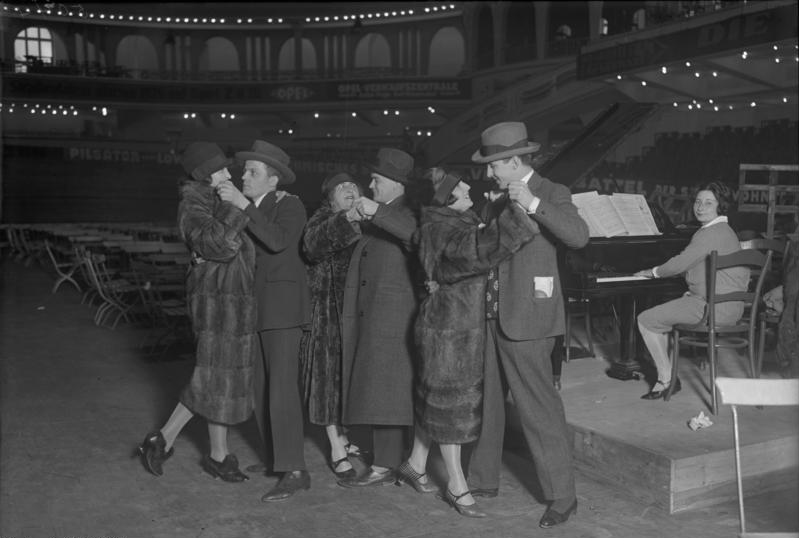
Ein Tänzchen von Sechstagebummlern in den frühen Morgenstunden (1927)

Die „Sixdays“ wurden bereits seit 1896 alljährlich im New Yorker Madison Square Garden ausgetragen. Zunächst fuhr jeder Fahrer für sich, ab 1899 wurden jedoch die heute noch üblichen Zweiermannschaften eingeführt. Bei der ersten Veranstaltung in Berlin im März 1909 in den Ausstellungshallen am Zoo (an gleicher Stelle befindet sich heute das Kino Zoo Palast) kämpften auf dem 150 m langen Lattenoval 15 Mannschaften um den Sieg. Nach 144 Stunden und 3865,7 gefahrenen Kilometern gewann das amerikanische Paar Jimmy Moran und Floyd MacFarland. Die Veranstaltung war so erfolgreich, dass im selben Jahr noch ein zweites Rennen stattfand.
Von 1911 an fand das jährliche Sechstagerennen – in manchen Jahren gar zweimal – im 1910 erbauten Berliner Sportpalast statt. Hierher zog es bekannte Radsportler wie Piet van Kempen (der „Fliegende Holländer“), Walter Rütt, Karl Saldow oder Walter Lohmann. 1924 rasten Richard Huschke und Franz Krupkat zum legendären bis heute gültigen Weltrekord von 4544,2 Kilometern. 1934 fand in Berlin das letzte dortige Sechstagerennen vor dem Zweiten Weltkrieg statt. Erst 1949 war die nächste Austragung. 1951 stürzten die beiden Rennfahrer Rudi Mirke und Gerard van Beek bei der Austragung des Sechstagerennens auf der extrem engen und kleinen Bahn in der Sporthalle am Funkturm tödlich. Das 38. Berliner Sechstagerennen wurde abgebrochen. Der Berliner Veranstalter Arthur Kaiser konnte die Sicherheitsgarantie von 20.000 Mark für die Fahrergagen nicht aufbringen. Zahlreiche Rechnungen für Hallenmiete, Licht, Heizung, Kapelle, Ordner und anderes waren nicht beglichen worden. Der Bund Deutscher Radfahrer erwirkte eine gerichtliche Verfügung, die das Rennen untersagte und den teilnehmenden Fahrern Sperren und Strafen androhte.
Um die Rennen spannender zu machen, wurde 1922 von Fredy Budzinski eine Punktewertung für Zwischenspurts eingeführt; diese „Berliner Wertung“ wird bis heute bei Sechstagerennen und offiziellen Wettbewerben mit Zweier-Mannschaftsfahren durchgeführt.
In den 1960er und 1970er Jahren drückten prominente deutsche Fahrer wie Rudi Altig, Klaus Bugdahl und Dietrich Thurau der traditionellen Radsportveranstaltung ihren Stempel auf. Allein fünfmal konnte der belgische „Sechstagekaiser“ Patrick Sercu in Berlin gewinnen. Erik Zabel nahm dort seinen Abschied vom Radsport, nachdem er 2009 gemeinsam mit Robert Bartko gewonnen hatte.
2021 und 2022 fiel das Sechstagerennen wegen der COVID-19-Pandemie aus. Im Jahr 2023 wurde es wegen geringer Nachfrage auf drei Tage gekürzt, 2024 auf zwei Tage. Für 2024 wurde ebenfalls die Kürzung auf zwei Tage angekündigt.

## Veranstalter
Ab 1997 wurde das Sechstagerennen im Berliner Velodrom ausgetragen. Veranstalterin war die Berliner Sechstagerennen GmbH , ihr Geschäftsführer Heinz Seesing. Nach 17 Jahren übergab Seesing die GmbH 2015 an seinen bisherigen Kompagnon, Reiner Schnorfeil. Dieser wiederum veräußerte die GmbH Ende 2015 an die britische Gruppe Madison Sports Group, die auch das Sechstagerennen in London veranstaltet.
Seit April 2016 wurde der Lette Valts Miltovičs neuer Chef des Berliner Sechstagerennens. Ab dem Winter 2016/17 ist das Berliner Sechstagerennen Teil der Six Day Series.
Von 1958 bis 2009 war der ehemalige Berliner Sechstagefahrer Otto Ziege Sportlicher Leiter des Sechstagerennens, dann wurde diese Funktion von Dieter Stein übernommen, der in den Jahren zuvor schon neben Ziege tätig gewesen war.

## Die „Sixdays“ als gesellschaftliches Erlebnis
Die Berliner „Sixdays“ hatten ihre erste Hochzeit in den „Goldenen Zwanzigern“, in denen sie wegen des großen Publikumsandrangs zum Teil zweimal jährlich stattfanden. Sie waren nicht nur sportliches, sondern auch gesellschaftliches Ereignis. Bekannte Künstler und später die Sportprominenz – traditionell waren darunter erfolgreiche Boxer wie Max Schmeling, Karl Mildenberger, Bubi Scholz oder Wladimir Klitschko – ließen sich diese Gelegenheit für einen Auftritt in der Öffentlichkeit nicht entgehen und gaben auch den Startschuss ab.
Von den ebenerdigen Logenplätzen aus stiftete die Prominenz wertvolle Preise für den Sieg in einzelnen „Disziplinen“. Für weniger Betuchte gab es in der Bahnmitte die Stehplätze und von den billigen Plätzen unter dem Dach (dem sogenannten „Heuboden“) ertönten die Pfiffe, mit denen einst das Berliner Original „Krücke“ das Wiener Praterleben von Siegfried Translateur als „Sportpalastwalzer“ populär gemacht hatte. Der berühmte Journalist und Schriftsteller Egon Erwin Kisch prägte in einer Reportage über das Berliner Sechstagerennen den Begriff von der „elliptischen Tretmühle“. Der Dichter Alfred Kerr schrieb: „Hundertvierzig Stunden machen sie egalweg Runden. Und wem zu stark die Rübe döst, der wird vom Partner abgelöst.“

## Veranstaltungsorte

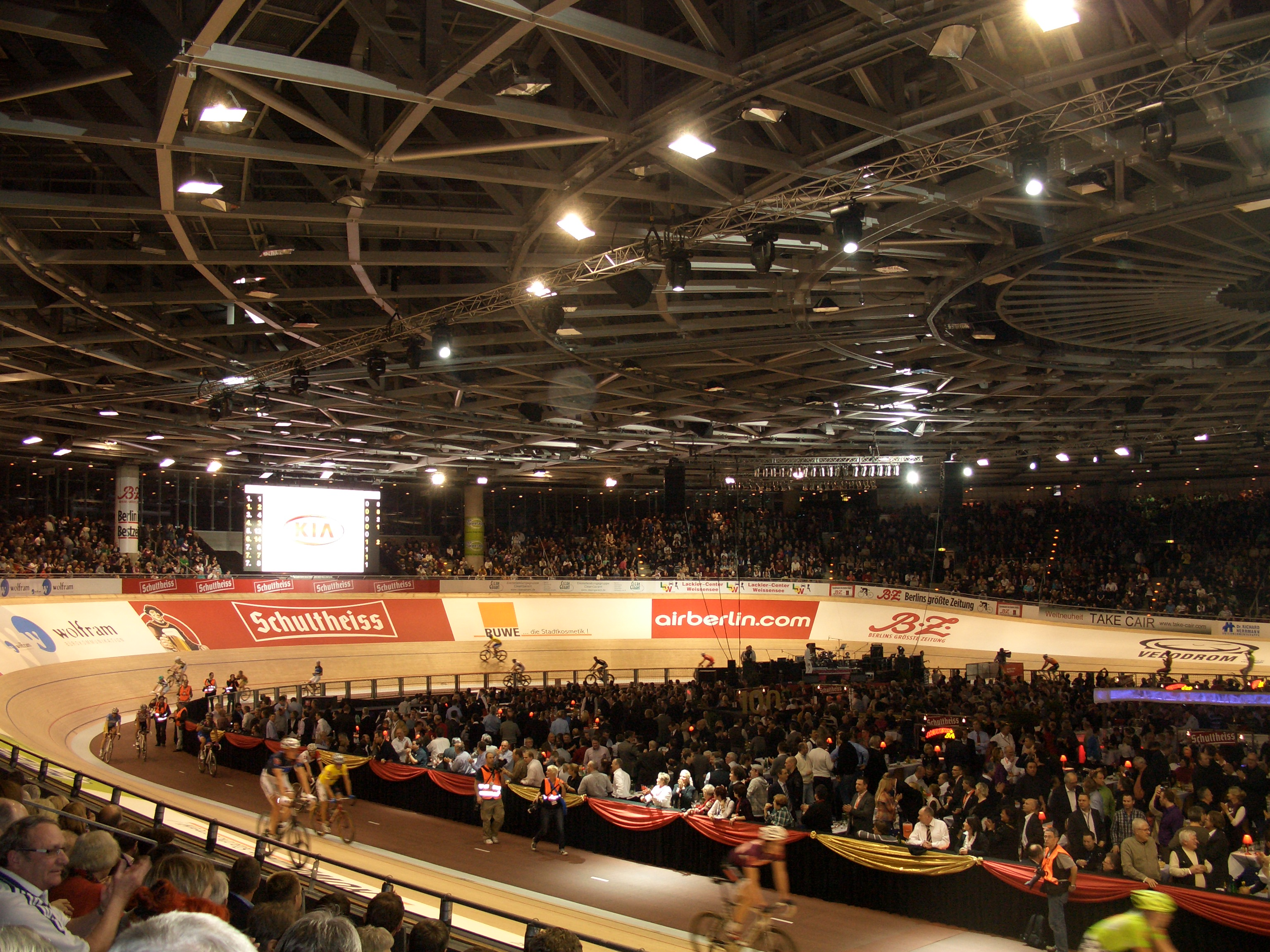
Sechstagerennen 2011

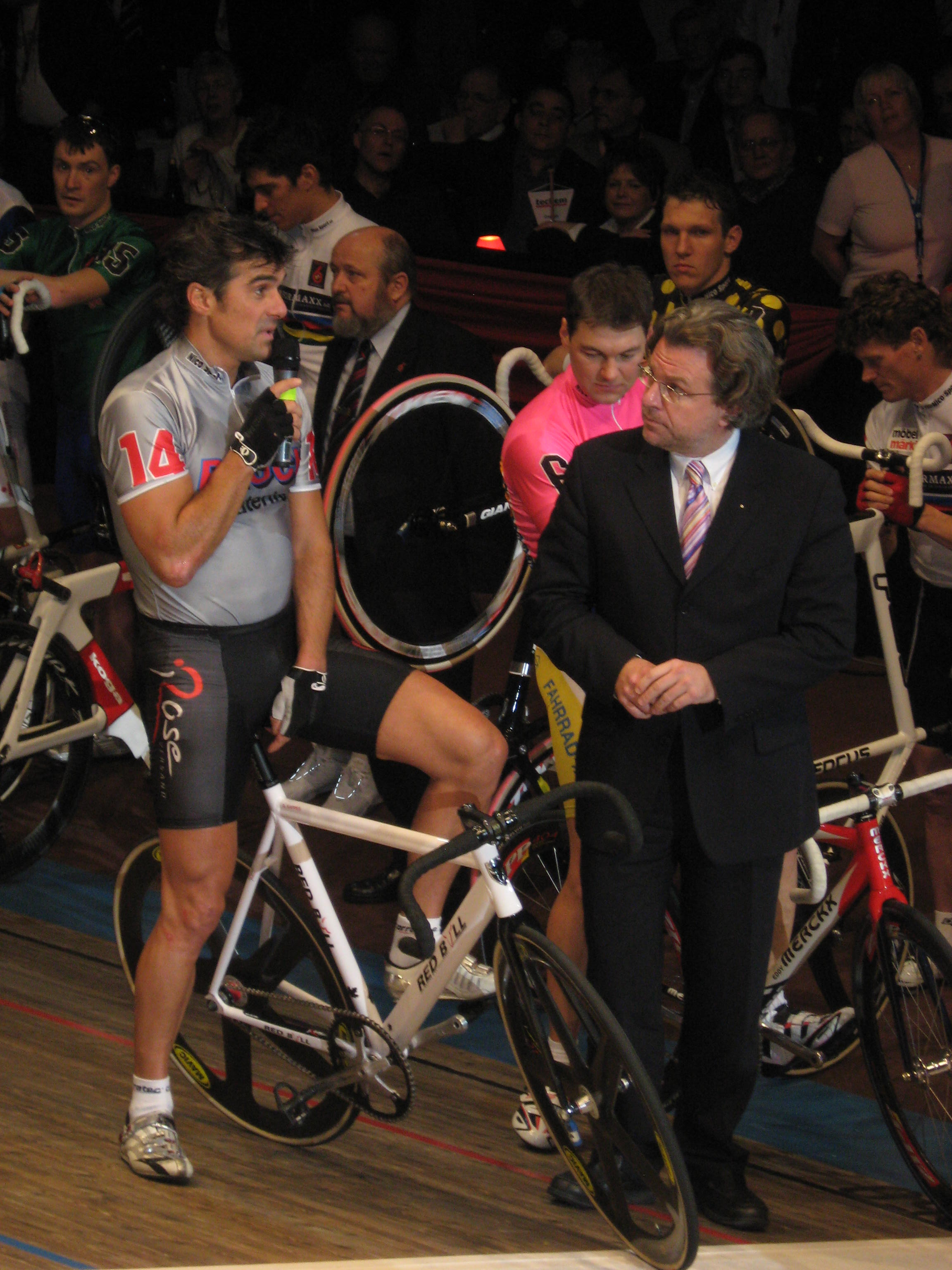
Abschied von Andreas Kappes beim Sechstagerennen in Berlin 2008

Der Sportpalast wurde 1973 abgerissen, und so fand das Berliner Sechstagerennen in der Deutschlandhalle statt. Seit 1997 hat das Berliner Sechstagerennen sein Zuhause im neuen Velodrom an der Landsberger Allee, das sich an der Stelle der abgerissenen Werner-Seelenbinder-Halle befindet, in der die Ost-Berliner Sechstagerennen stattfanden. Jedes Jahr kommen rund 75.000 Besucher zu dem Spektakel, das 2011 zum 100. Mal ausgetragen wurde, häufiger als überall sonst auf der Welt.

## Liste der Sieger (ab 1990)
2025 (112.) Roger Kluge (D) – Theo Reinhardt (D) (Rennen auf zwei Tage verkürzt)
2024 (111.) Yoeri Havik (NED) – Jan-Willem van Schip (NED) (Rennen auf zwei Tage verkürzt)
2023 (110.) Roger Kluge (D) – Theo Reinhardt (D) (Rennen auf drei Tage verkürzt)
2020 (109.) Moreno De Pauw (BEL) – Wim Stroetinga (NED)
2019 (108.) Roger Kluge (D) – Theo Reinhardt (D)
2018 (107.) Yoeri Havik (NED) – Wim Stroetinga (NED)
2017 (106.) Yoeri Havik (NED) – Wim Stroetinga (NED)
2016 (105.) Kenny De Ketele (BEL) – Moreno De Pauw (BEL)
2015 (104.) Marcel Kalz (D) – Leif Lampater (D)
2014 (103.) Kenny De Ketele (BEL) – Andreas Müller (AUT)
2013 (102.) Roger Kluge (D) – Peter Schep (NL)
2012 (101.) Leigh Howard (AUS) – Cameron Meyer (AUS)
2011 (100.) Robert Bartko (D) – Roger Kluge (D)
2010 (99.) Alex Rasmussen (DK) – Michael Mørkøv (DK)
2009 (98.) Erik Zabel (D) – Robert Bartko (D)
2008 (97.) Bruno Risi (SUI) – Franco Marvulli (SUI)
2007 (96.) Guido Fulst (D) – Leif Lampater (D)
2006 (95.) Danny Stam (NL) – Robert Slippens (NL)
2005 (94.) Bruno Risi (SUI) – Kurt Betschart (SUI)
2004 (93.) Robert Bartko (D) – Guido Fulst (D)
2003 (92.) Bruno Risi (SUI) – Kurt Betschart (SUI)
2002 (91.) Silvio Martinello (I) – Rolf Aldag (D)
2001 (90.) Silvio Martinello (I) – Rolf Aldag (D)
2000 (89.) Silvio Martinello (I) – Marco Villa (I)
1999 (88.) Andreas Kappes (D) – Etienne De Wilde (B)
1998 (87.) Silvio Martinello (I) – Marco Villa (I)
1997 (86.) Olaf Ludwig (D) – Jens Veggerby (DK)